# Mentice
Mentice AB är ett svenskt börsnoterat, medicintekniskt företag, som utvecklar och säljer simulatorer för att förbättra kliniska resultat inom sjukvård. Företaget grundades 1998 och är sedan 2019 noterat på Stockholmsbörsens First North Growth Market-lista.